# Benton megye (Oregon)
Benton megye az Amerikai Egyesült Államokban, azon belül Oregon államban található. Megyeszékhelye és legnagyobb városa Corvallis. Lakosainak száma 95 184 fő (2020. április 1.).

## Szomszédos megyék
- Lincoln megye (nyugat)
- Linn megye (kelet)
- Lane megye (dél)
- Polk megye (észak)

## Népesség
A megye népességének változása:
| Lakosok száma | 85 517 | 86 012 | 86 436 | 86 591 | 87 572 | 95 184 |
|               | 2010   | 2011   | 2012   | 2013   | 2015   | 2020   |